# Partecipanti al Tour de France 2012
Qui di seguito viene riportato l'elenco dei partecipanti al Tour de France 2012.
Sono 198 i ciclisti al via da Liegi, in rappresentanza di 22 squadre. I partenti provengono dai cinque continenti, e da 31 differenti paesi. La Francia è il paese più rappresentato, con 43 ciclisti, seguita dalla Spagna (21), dai Paesi Bassi (18) e dall'Italia (15). Il francese Thibaut Pinot è il più giovane nell'elenco di partenza (è nato il 29 maggio 1990), mentre il tedesco Jens Voigt è il più anziano, con quasi 41 anni di età.

## Corridori per squadra
Nota: R ritirato, NP non partito, FT fuori tempo
| BMC Racing Team                              | BMC Racing Team                              | BMC Racing Team                              | Cofidis, le Crédit en Ligne                          | Cofidis, le Crédit en Ligne                          | Cofidis, le Crédit en Ligne                          | Movistar Team                                | Movistar Team                                | Movistar Team                                |
| -------------------------------------------- | -------------------------------------------- | -------------------------------------------- | ---------------------------------------------------- | ---------------------------------------------------- | ---------------------------------------------------- | -------------------------------------------- | -------------------------------------------- | -------------------------------------------- |
| 1                                            | Cadel Evans                                  | 7º                                           | 81                                                   | Rein Taaramäe                                        | 36º                                                  | 161                                          | Alejandro Valverde                           | 20º                                          |
| 2                                            | Marcus Burghardt                             | 58º                                          | 82                                                   | Rémy Di Grégorio                                     | NP 10ª                                               | 162                                          | Juan José Cobo                               | 30º                                          |
| 3                                            | Steve Cummings                               | 95º                                          | 83                                                   | Samuel Dumoulin                                      | 107º                                                 | 163                                          | Rui Faria da Costa                           | 18º                                          |
| 4                                            | Philippe Gilbert                             | 46º                                          | 84                                                   | Nicolas Edet                                         | 128º                                                 | 164                                          | Imanol Erviti                                | NP 7ª                                        |
| 5                                            | George Hincapie                              | 38º                                          | 85                                                   | Julien Fouchard                                      | 149º                                                 | 165                                          | José Iván Gutiérrez                          | NP 7ª                                        |
| 6                                            | Amaël Moinard                                | 45º                                          | 86                                                   | Jan Ghyselinck                                       | 152º                                                 | 166                                          | Vladimir Karpec                              | 53º                                          |
| 7                                            | Manuel Quinziato                             | 109º                                         | 87                                                   | Luis Ángel Maté                                      | 130º                                                 | 167                                          | Vasil' Kiryenka                              | 77º                                          |
| 8                                            | Michael Schär                                | 49º                                          | 88                                                   | David Moncoutié                                      | R 12ª                                                | 168                                          | Rubén Plaza                                  | 101º                                         |
| 9                                            | Tejay van Garderen                           | 5º                                           | 89                                                   | Romain Zingle                                        | 90º                                                  | 169                                          | José Joaquín Rojas                           | R 3ª                                         |
| Manager: John Lelangue, Fabio Baldato        | Manager: John Lelangue, Fabio Baldato        | Manager: John Lelangue, Fabio Baldato        | Manager: Didier Rous, Stéphane Augé                  | Manager: Didier Rous, Stéphane Augé                  | Manager: Didier Rous, Stéphane Augé                  | Manager: Yvon Ledanois, José Luis Arrieta    | Manager: Yvon Ledanois, José Luis Arrieta    | Manager: Yvon Ledanois, José Luis Arrieta    |
| RadioShack-Nissan                            | RadioShack-Nissan                            | RadioShack-Nissan                            | Saur-Sojasun                                         | Saur-Sojasun                                         | Saur-Sojasun                                         | Team Saxo Bank-Tinkoff Bank                  | Team Saxo Bank-Tinkoff Bank                  | Team Saxo Bank-Tinkoff Bank                  |
| 11                                           | Fränk Schleck                                | NP 16ª                                       | 91                                                   | Jérôme Coppel                                        | 21º                                                  | 171                                          | Jonathan Cantwell                            | 137º                                         |
| 12                                           | Fabian Cancellara                            | NP 11ª                                       | 92                                                   | Anthony Delaplace                                    | R 7ª                                                 | 172                                          | Juan José Haedo                              | 140º                                         |
| 13                                           | Tony Gallopin                                | R 13ª                                        | 93                                                   | Jimmy Engoulvent                                     | 153º                                                 | 173                                          | Karsten Kroon                                | 143º                                         |
| 14                                           | Chris Horner                                 | 13º                                          | 94                                                   | Brice Feillu                                         | 91º                                                  | 174                                          | Anders Lund                                  | 127º                                         |
| 15                                           | Andreas Klöden                               | 11º                                          | 95                                                   | Fabrice Jeandesboz                                   | 53º                                                  | 175                                          | Michael Mørkøv                               | 93º                                          |
| 16                                           | Maxime Monfort                               | 16º                                          | 96                                                   | Cyril Lemoine                                        | 136º                                                 | 176                                          | Nick Nuyens                                  | 121º                                         |
| 17                                           | Jaroslav Popovyč                             | 76º                                          | 97                                                   | Guillaume Levarlet                                   | 75º                                                  | 177                                          | Sérgio Paulinho                              | 50º                                          |
| 18                                           | Jens Voigt                                   | 52º                                          | 98                                                   | Jean-Marc Marino                                     | 131º                                                 | 178                                          | Chris Anker Sørensen                         | 14º                                          |
| 19                                           | Haimar Zubeldia                              | 6º                                           | 99                                                   | Julien Simon                                         | 92º                                                  | 179                                          | Nicki Sørensen                               | 99º                                          |
| Manager: Alain Gallopin, Dirk Demol          | Manager: Alain Gallopin, Dirk Demol          | Manager: Alain Gallopin, Dirk Demol          | Manager: Lylian Lebreton, Nicolas Guillé             | Manager: Lylian Lebreton, Nicolas Guillé             | Manager: Lylian Lebreton, Nicolas Guillé             | Manager: Dan Frost, Philippe Mauduit         | Manager: Dan Frost, Philippe Mauduit         | Manager: Dan Frost, Philippe Mauduit         |
| Team Europcar                                | Team Europcar                                | Team Europcar                                | Sky Procycling                                       | Sky Procycling                                       | Sky Procycling                                       | Astana Pro Team                              | Astana Pro Team                              | Astana Pro Team                              |
| 21                                           | Thomas Voeckler                              | 26º                                          | 101                                                  | Bradley Wiggins                                      | 1º                                                   | 181                                          | Janez Brajkovič                              | 9º                                           |
| 22                                           | Yukiya Arashiro                              | 84º                                          | 102                                                  | Edvald Boasson Hagen                                 | 56º                                                  | 182                                          | Borut Božič                                  | 129º                                         |
| 23                                           | Giovanni Bernaudeau                          | R 15ª                                        | 103                                                  | Mark Cavendish                                       | 142º                                                 | 183                                          | Dmitrij Fofonov                              | 63º                                          |
| 24                                           | Cyril Gautier                                | 61º                                          | 104                                                  | Bernhard Eisel                                       | 146º                                                 | 184                                          | Andrij Hrivko                                | 43º                                          |
| 25                                           | Yohann Gène                                  | 139º                                         | 105                                                  | Chris Froome                                         | 2º                                                   | 185                                          | Maksim Iglinskij                             | 116º                                         |
| 26                                           | Vincent Jérôme                               | R 15ª                                        | 106                                                  | Christian Knees                                      | 82º                                                  | 186                                          | Andrej Kašečkin                              | 78º                                          |
| 27                                           | Christophe Kern                              | 83º                                          | 107                                                  | Richie Porte                                         | 34º                                                  | 187                                          | Fredrik Kessiakoff                           | 40º                                          |
| 28                                           | Davide Malacarne                             | 59º                                          | 108                                                  | Michael Rogers                                       | 23º                                                  | 188                                          | Robert Kišerlovski                           | R 14ª                                        |
| 29                                           | Pierre Rolland                               | 8º                                           | 109                                                  | Kanstancin Siŭcoŭ                                    | R 3ª                                                 | 189                                          | Aleksandr Vinokurov                          | 31º                                          |
| Manager: Dominque Arnould, Andy Flickinger   | Manager: Dominque Arnould, Andy Flickinger   | Manager: Dominque Arnould, Andy Flickinger   | Manager: Sean Yates, Servais Knaven                  | Manager: Sean Yates, Servais Knaven                  | Manager: Sean Yates, Servais Knaven                  | Manager: Giuseppe Martinelli, Guido Bontempi | Manager: Giuseppe Martinelli, Guido Bontempi | Manager: Giuseppe Martinelli, Guido Bontempi |
| Euskaltel-Euskadi                            | Euskaltel-Euskadi                            | Euskaltel-Euskadi                            | Lotto-Belisol Team                                   | Lotto-Belisol Team                                   | Lotto-Belisol Team                                   | Omega Pharma-Quickstep                       | Omega Pharma-Quickstep                       | Omega Pharma-Quickstep                       |
| 31                                           | Samuel Sánchez                               | R 8ª                                         | 111                                                  | Jurgen Van Den Broeck                                | 4º                                                   | 191                                          | Levi Leipheimer                              | 32º                                          |
| 32                                           | Mikel Astarloza                              | R 6ª                                         | 112                                                  | Lars Bak                                             | 96º                                                  | 192                                          | Sylvain Chavanel                             | R 15ª                                        |
| 33                                           | Jorge Azanza                                 | 74º                                          | 113                                                  | Francis De Greef                                     | 102º                                                 | 193                                          | Kevin De Weert                               | 70º                                          |
| 34                                           | Gorka Izagirre                               | 39º                                          | 114                                                  | André Greipel                                        | 123º                                                 | 194                                          | Dries Devenyns                               | 68º                                          |
| 35                                           | Egoi Martínez                                | 17º                                          | 115                                                  | Adam Hansen                                          | 81º                                                  | 195                                          | Bert Grabsch                                 | 125º                                         |
| 36                                           | Rubén Pérez                                  | 87º                                          | 116                                                  | Greg Henderson                                       | 124º                                                 | 196                                          | Tony Martin                                  | NP 10ª                                       |
| 37                                           | Amets Txurruka                               | NP 7ª                                        | 117                                                  | Jürgen Roelandts                                     | 104º                                                 | 197                                          | Jérôme Pineau                                | 112º                                         |
| 38                                           | Pablo Urtasun                                | 134º                                         | 118                                                  | Marcel Sieberg                                       | 132º                                                 | 198                                          | Martin Velits                                | 88º                                          |
| 39                                           | Gorka Verdugo                                | R 8ª                                         | 119                                                  | Jelle Vanendert                                      | 29º                                                  | 199                                          | Peter Velits                                 | 27º                                          |
| Manager: Gorka Gerrikagoitia, Iñaki Isasi    | Manager: Gorka Gerrikagoitia, Iñaki Isasi    | Manager: Gorka Gerrikagoitia, Iñaki Isasi    | Manager: Herman Frison, Marc Wauters                 | Manager: Herman Frison, Marc Wauters                 | Manager: Herman Frison, Marc Wauters                 | Manager: Brian Holm, Davide Bramati          | Manager: Brian Holm, Davide Bramati          | Manager: Brian Holm, Davide Bramati          |
| Lampre-ISD                                   | Lampre-ISD                                   | Lampre-ISD                                   | Vacansoleil-DCM                                      | Vacansoleil-DCM                                      | Vacansoleil-DCM                                      | Orica-GreenEDGE                              | Orica-GreenEDGE                              | Orica-GreenEDGE                              |
| 41                                           | Michele Scarponi                             | 24º                                          | 121                                                  | Lieuwe Westra                                        | R 11ª                                                | 201                                          | Simon Gerrans                                | 79º                                          |
| 42                                           | Grega Bole                                   | R 16ª                                        | 122                                                  | Kris Boeckmans                                       | 115º                                                 | 202                                          | Michael Albasini                             | 110º                                         |
| 43                                           | Danilo Hondo                                 | 86º                                          | 123                                                  | Johnny Hoogerland                                    | 57º                                                  | 203                                          | Baden Cooke                                  | 117º                                         |
| 44                                           | Jurij Krivcov                                | FT 11ª                                       | 124                                                  | Gustav Larsson                                       | R 11ª                                                | 204                                          | Matthew Goss                                 | 120º                                         |
| 45                                           | Matthew Lloyd                                | NP 10ª                                       | 125                                                  | Marco Marcato                                        | 67º                                                  | 205                                          | Daryl Impey                                  | 111º                                         |
| 46                                           | Marco Marzano                                | 80º                                          | 126                                                  | Wout Poels                                           | R 6ª                                                 | 206                                          | Brett Lancaster                              | R 15ª                                        |
| 47                                           | Alessandro Petacchi                          | FT 11ª                                       | 127                                                  | Rob Ruijgh                                           | R 11ª                                                | 207                                          | Sebastian Langeveld                          | 150º                                         |
| 48                                           | Simone Stortoni                              | 69º                                          | 128                                                  | Rafael Valls                                         | 41º                                                  | 208                                          | Stuart O'Grady                               | 97º                                          |
| 49                                           | Davide Viganò                                | R 6ª                                         | 129                                                  | Kenny van Hummel                                     | R 15ª                                                | 209                                          | Pieter Weening                               | 72º                                          |
| Manager: Maurizio Piovani, Fabrizio Bontempi | Manager: Maurizio Piovani, Fabrizio Bontempi | Manager: Maurizio Piovani, Fabrizio Bontempi | Manager: Hilaire Van Der Schueren, Michel Cornelisse | Manager: Hilaire Van Der Schueren, Michel Cornelisse | Manager: Hilaire Van Der Schueren, Michel Cornelisse | Manager: Matthew White, Lionel Marie         | Manager: Matthew White, Lionel Marie         | Manager: Matthew White, Lionel Marie         |
| Liquigas-Cannondale                          | Liquigas-Cannondale                          | Liquigas-Cannondale                          | Katusha Team                                         | Katusha Team                                         | Katusha Team                                         | Argos-Shimano                                | Argos-Shimano                                | Argos-Shimano                                |
| 51                                           | Vincenzo Nibali                              | 3º                                           | 131                                                  | Denis Men'šov                                        | 15º                                                  | 211                                          | Marcel Kittel                                | R 5ª                                         |
| 52                                           | Ivan Basso                                   | 25º                                          | 132                                                  | Giampaolo Caruso                                     | 37º                                                  | 212                                          | Roy Curvers                                  | 135º                                         |
| 53                                           | Federico Canuti                              | 114º                                         | 133                                                  | Óscar Freire                                         | NP 7ª                                                | 213                                          | Koen de Kort                                 | 103º                                         |
| 54                                           | Kristijan Koren                              | 98º                                          | 134                                                  | Vladimir Gusev                                       | R 16ª                                                | 214                                          | Johannes Fröhlinger                          | NP 8ª                                        |
| 55                                           | Dominik Nerz                                 | 47º                                          | 135                                                  | Joan Horrach                                         | 119º                                                 | 215                                          | Patrick Gretsch                              | 141º                                         |
| 56                                           | Daniel Oss                                   | 105º                                         | 136                                                  | Aljaksandr Kučynski                                  | 145º                                                 | 216                                          | Yann Huguet                                  | 138º                                         |
| 57                                           | Peter Sagan                                  | 42º                                          | 137                                                  | Luca Paolini                                         | 108º                                                 | 217                                          | Matthieu Sprick                              | 113º                                         |
| 58                                           | Sylwester Szmyd                              | 71º                                          | 138                                                  | Jurij Trofimov                                       | 51º                                                  | 218                                          | Albert Timmer                                | 148º                                         |
| 59                                           | Alessandro Vanotti                           | 118º                                         | 139                                                  | Ėduard Vorganov                                      | 19º                                                  | 219                                          | Tom Veelers                                  | R 12ª                                        |
| Manager: Mario Scirea, Stefano Zanatta       | Manager: Mario Scirea, Stefano Zanatta       | Manager: Mario Scirea, Stefano Zanatta       | Manager: Valerio Piva, Torsten Schmidt               | Manager: Valerio Piva, Torsten Schmidt               | Manager: Valerio Piva, Torsten Schmidt               | Manager: Christian Guibertau, Rudi Kemna     | Manager: Christian Guibertau, Rudi Kemna     | Manager: Christian Guibertau, Rudi Kemna     |
| Garmin-Sharp                                 | Garmin-Sharp                                 | Garmin-Sharp                                 | FDJ-BigMat                                           | FDJ-BigMat                                           | FDJ-BigMat                                           |                                              |                                              |                                              |
| 61                                           | Ryder Hesjedal                               | NP 7ª                                        | 141                                                  | Sandy Casar                                          | 22º                                                  |                                              |                                              |                                              |
| 62                                           | Tom Danielson                                | R 6ª                                         | 142                                                  | Pierrick Fédrigo                                     | 48º                                                  |                                              |                                              |                                              |
| 63                                           | Tyler Farrar                                 | 151º                                         | 143                                                  | Jaŭhen Hutarovič                                     | R 15ª                                                |                                              |                                              |                                              |
| 64                                           | Robert Hunter                                | NP 7ª                                        | 144                                                  | Matthieu Ladagnous                                   | 85º                                                  |                                              |                                              |                                              |
| 65                                           | Daniel Martin                                | 35º                                          | 145                                                  | Cédric Pineau                                        | 133º                                                 |                                              |                                              |                                              |
| 66                                           | David Millar                                 | 106º                                         | 146                                                  | Thibaut Pinot                                        | 10º                                                  |                                              |                                              |                                              |
| 67                                           | Johan Vansummeren                            | 147º                                         | 147                                                  | Anthony Roux                                         | 126º                                                 |                                              |                                              |                                              |
| 68                                           | Christian Vande Velde                        | 60º                                          | 148                                                  | Jérémy Roy                                           | 66º                                                  |                                              |                                              |                                              |
| 69                                           | David Zabriskie                              | 100º                                         | 149                                                  | Arthur Vichot                                        | 94º                                                  |                                              |                                              |                                              |
| Manager: Jonathan Vaughters, Alan Peiper     | Manager: Jonathan Vaughters, Alan Peiper     | Manager: Jonathan Vaughters, Alan Peiper     | Manager: Thierry Bricaud, Franck Pineau              | Manager: Thierry Bricaud, Franck Pineau              | Manager: Thierry Bricaud, Franck Pineau              |                                              |                                              |                                              |
| AG2R La Mondiale                             | AG2R La Mondiale                             | AG2R La Mondiale                             | Rabobank Cycling Team                                | Rabobank Cycling Team                                | Rabobank Cycling Team                                |                                              |                                              |                                              |
| 71                                           | Jean-Christophe Péraud                       | 44º                                          | 151                                                  | Robert Gesink                                        | NP 12ª                                               |                                              |                                              |                                              |
| 72                                           | Maxime Bouet                                 | 55º                                          | 152                                                  | Steven Kruijswijk                                    | 33º                                                  |                                              |                                              |                                              |
| 73                                           | Mikaël Cherel                                | 62º                                          | 153                                                  | Bauke Mollema                                        | R 11ª                                                |                                              |                                              |                                              |
| 74                                           | Hubert Dupont                                | NP 7ª                                        | 154                                                  | Mark Renshaw                                         | R 11ª                                                |                                              |                                              |                                              |
| 75                                           | Sébastien Hinault                            | 122º                                         | 155                                                  | Luis León Sánchez                                    | 64º                                                  |                                              |                                              |                                              |
| 76                                           | Blel Kadri                                   | 89º                                          | 156                                                  | Bram Tankink                                         | 144º                                                 |                                              |                                              |                                              |
| 77                                           | Sébastien Minard                             | 65º                                          | 157                                                  | Laurens ten Dam                                      | 28º                                                  |                                              |                                              |                                              |
| 78                                           | Christophe Riblon                            | 73º                                          | 158                                                  | Maarten Tjallingii                                   | NP 4ª                                                |                                              |                                              |                                              |
| 79                                           | Nicolas Roche                                | 12º                                          | 159                                                  | Maarten Wynants                                      | NP 7ª                                                |                                              |                                              |                                              |
| Manager: Vincent Lavenu, Julien Jurdie       | Manager: Vincent Lavenu, Julien Jurdie       | Manager: Vincent Lavenu, Julien Jurdie       | Manager: Adri van Houwelingen, Frans Maassen         | Manager: Adri van Houwelingen, Frans Maassen         | Manager: Adri van Houwelingen, Frans Maassen         |                                              |                                              |                                              |